# テリー・ビッスン
テリー・ビッスン（Terry Bisson、1942年2月12日 - 2024年1月10日）は、アメリカ合衆国の小説家（SF作家、ファンタジー作家）。

## 生涯
ケンタッキー州オーエンズボロ出身。アメリカ南部の法螺話（トールテール）のような展開を得意とし、しばしばラファティの系譜と言われる。大のNASA好きであり火星をテーマにした作品も多い。また、映画のノベライゼーションも数多く手がけている。現在、カリフォルニア州オークランド在住。
短編集「熊が火を発見する」でネビュラ賞(1990年)、ヒューゴー賞、ローカス賞、シオドア・スタージョン記念賞を受賞(1991年)。オクラホマシティ連邦政府ビル爆破事件を題材にした短編「マックたち」でネビュラ賞、ローカス賞を受賞(2000年)。

## 著作リスト
- 「世界の果てまで何マイル」(1986)
- 「赤い惑星への航海」(1990)
- 「ＪＭ」(1995) 映画ノベライゼーション
- 「バーチュオシティ」(1996) 映画ノベライゼーション (日本版著者はテリー・ビッソン表記)
- 「フィフス・エレメント」(1997) 映画ノベライゼーション
- 「シックス・デイ」(2000) 映画ノベライゼーション
- 「ふたりジャネット」(2004) 日本オリジナル短編集、奇想コレクション
- 「平ら山を越えて」(2010) 日本オリジナル短編集、奇想コレクション